# ان‌جی‌سی ۶۸۸۵
ان‌جی‌سی ۶۸۸۵ (انگلیسی: NGC 6885) یک خوشه باز در صورت فلکی روباهک است.